# Château de Potíri
Le château de Potíri (grec moderne : Κάστρο Ποτήρι) est une forteresse médiévale située au centre de l'île d'Eubée, en Grèce.
Le château de Potíri est situé sur les pentes occidentales du mont Ochthoniá, au sud-est du village d'Avlonári, dans la partie centrale de l'île d'Eubée. Son existence est attestée pour la première fois en 1426 (castel de comun dito Potiris) en tant que forteresse vénitienne, ainsi qu'en tant que siège de l'un des deux capitaines du district local (au même titre que le château de Koúpa).
Parmi les vestiges du château, figurent, notamment, des parties de la courtine, une tour, ainsi qu'une église dédiée à la Panagía.